# المتينة (الحديدة)

تعديل مصدري - تعديل

المتينه هي إحدى قرى مديرية التحيتا التابعة لمحافظة الحديدة اليمنية، بلغ تعداد سكانها 2078 نسمة حسب الإحصاء الذي جرى عام 2004.